# Håbols distrikt
Håbols distrikt är ett distrikt i Dals-Eds kommun och Västra Götalands län. 
Distriktet ligger nordost om Dals-Ed. 

## Tidigare administrativ tillhörighet
Distriktet inrättades 2016 och utgörs av socknen Håbol i Dals-Eds kommun
Området motsvarar den omfattning Håbols församling hade vid årsskiftet 1999/2000.